# Джош Фріз
Джош Фріз (англ. Josh Freese);нар. 25 грудня 1972) — американський сесійний барабанщик і композитор.

## Ранні роки
Джош народився в Орландо, Флорида, але з шестимісячного віку жив в Південній Каліфорнії. Він ріс в музичній сім'ї (його батько керував Disneyland Band, а мати була піаністкою). З самого раннього віку його оточувала музика, і він почав грати на ударних у віці 7-8 років. Професійно він почав грати в 12 років (в Top 40-гурті в Disneyland). Він грав на електронних ударних, що привело його до співпраці з Simmons, компанією з виробництва цих інструментів. У старої реклами Simmons можна побачити фрагмент з DVD The Vandals «Live at the House of Blues», де Джош грає на ударних.
У віці 15 років Джош почав гастролювати і записувати платівки, спочатку з Dweezil Zappa, а потім з The Vandals. За останні 15 років Джош працював з багатьма відомими артистами як сесійної музиканта або тимчасової заміни. У Джоша є молодший брат, Джейсон Фриз (Jason Freese), який є клавішником Green Day і який також гастролював з Jewel, Goo Goo Dolls, Liz Phair, Dr. Dre і Weezer.

## Сольна кар'єра

### Ранні сольні релізи
У 1998 році Джош самостійно записав кілька пісень, які він сам склав і виконав (у тому числі партії бас гітари, гітари, клавішних і вокалу). Таким чином, вийшов EP з шістьма піснями під назвою «Destroy The Earth As Soon As Possible», який вийшов під ім'ям Princess на T.O.N / Stone Lizard Records.
У 2000 році з'явився альбом «The Notorious One Man Orgy», з такими композиціями, як «Caffeine and Vaseline» і «Rock N' Roll Chicken», який цього разу вийшов під ім'ям Джоша на Kung Fu Records. У записі альбому взяли участь Stone Gossard, Warren Fitzgerald, "Michael Ward, Лайл Workman, а також брат Джоша Джейсон.